# Macellum de Pozzuoli

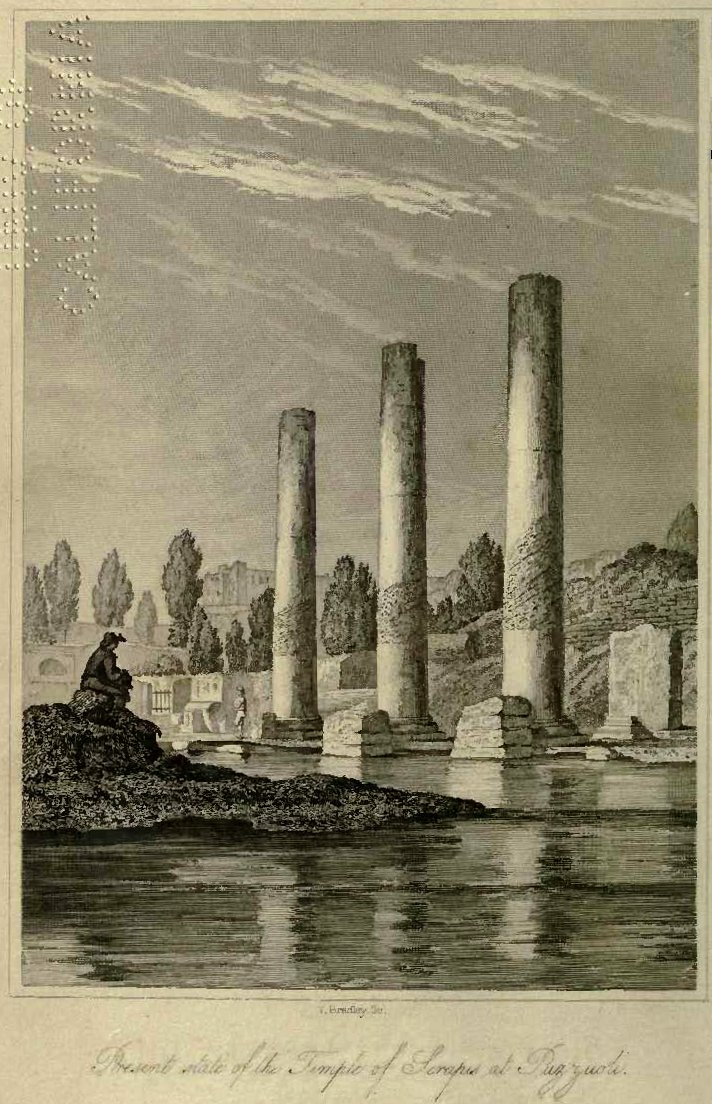
Frontispicio del primer volumen de "Principles of Geology" de Charles Lyell en el año de 1830. El dibujo retrata los restos arqueológicos del Macellum de Pozzuoli.

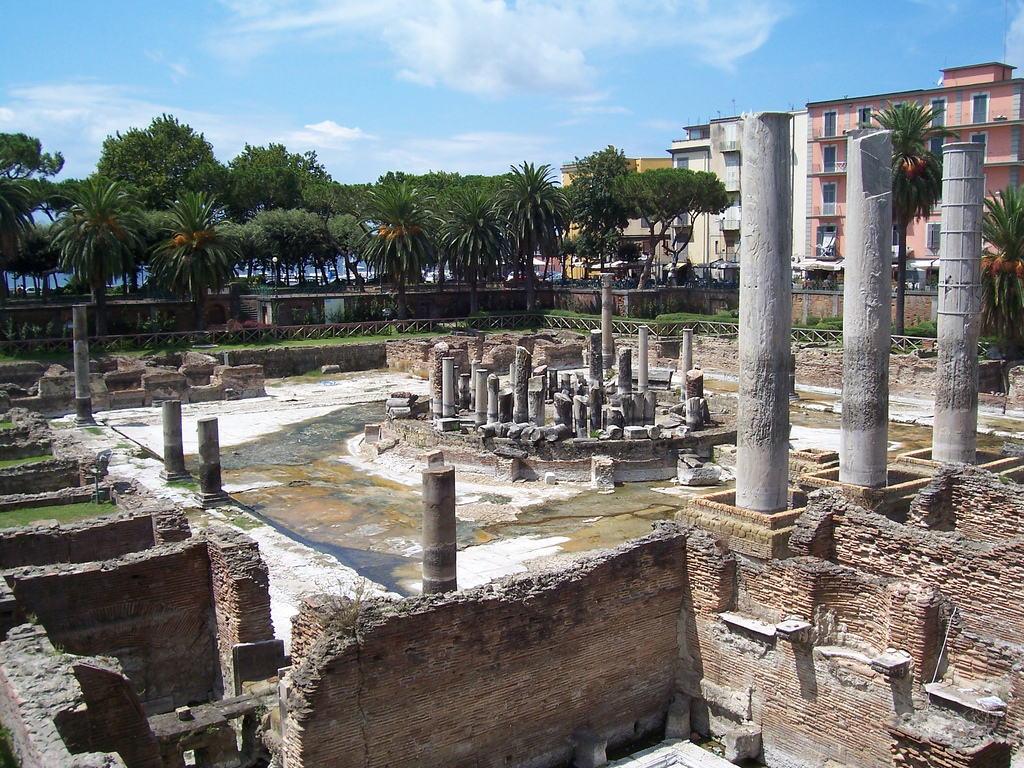
Restos actuales del macellum de Pozzuoli.

El Macellum di Pozzuoli es un punto arqueológico situado en la ciudad homónima (Pozzuoli), en la provincia de Nápoles. Por el doble interés que genera, científico y arqueológico, es uno de los puntos más importantes del mundo antiguo.
El edificio, que data de época Flavia, ha sido durante mucho tiempo impropiamente llamado Templo de Serapis, por el descubrimiento de una estatua del dios egipcio en 1750, en el momento de las primeras excavaciones. Estudios posteriores han encontrado en cambio, que es el lugar donde se situaba el antiguo Macellum, es decir, el mercado público de la Pozzuoli romana. 

## Historia
Pozzuoli comenzó como colonia griega de Dicaearchia (en griego: Δικαιαρχία). Con el precedente de la invasión cartaginesa de Aníbal, los romanos, para protegerse de futuros ataques por mar decidieron instalar colonias romanas a lo largo de la costa de la península Itálica, estableciendo allí la colonia romana de Puteoli en 194 a. C., llegando a ser un importante centro tanto militar como comercial. Puteoli fue considerada entonces como el puerto comercial de Roma, adquiriendo gran riqueza y permitiendo construir grandes monumentos que embellecieron la ciudad, entre ellos el macellum.
Sin embargo, Pozzuoli está considerada como uno de los lugares geológicamente más inestables de Europa por el fenómeno del bradisismo que consiste en movimientos verticales del suelo, provocando el hundimiento o el posterior levantamiento en el mar del muelle y de los edificios cercanos. El puerto comenzaría a hundirse y el tráfico marítimo sería desviado a los nuevos puertos, como el de Ostia.
Ha sido posible estudiar las marcas dejadas por una especie de moluscos bivalvos en tres de las columnas que permanecen en pie indican que el lugar se hundió bajo el nivel del mar para volver a emerger posteriormente. El estudio de este fenómeno a finales del siglo XVIII y principios del XIX sirvió de apoyo a las teorías que defendían que la corteza de la tierra podía moverse lentamente, y, por lo tanto, la edad de la tierra era mucho mayor a lo generalmente admitido, frente a la teoría del catastrofismo que afirmaba que la estructura de la tierra se debía a fenómenos violentos.
Como resultado de la intensa actividad del bradisismo desde la década de 1980, el edificio está actualmente fuera del agua.

## Estructura

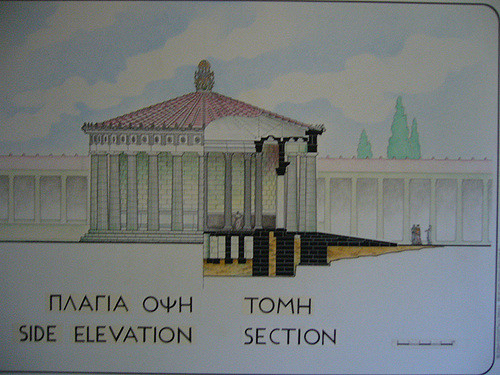
Esquema de un tholos griego.

El conjunto, que data entre el I y el II siglo d. C., de considerable tamaño, con una longitud total de 75 metros y una anchura de casi 60, se parece a un patio cuadrado, rodeado por un porche el cual pasaba por lo alto de las tiendas; dos baños públicos están situados en los lados del ábside de la parte inferior, mientras que los restos de las escaleras que conducen a la planta superior del pórtico se conservan en ambos lados, que daba al puerto; por último, en el centro del patio hay un edificio circular elevado, una vez rodeado de columnas, tal vez cubiertos por una cúpula o techo cónico, llamada tholos, en la que se podía subir al podio con cuatro escaleras dispuestas en cruz.